# Ліся-Гура (Любуське воєводство)
Ліся-Гура (пол. Lisia Góra, нім. Liesegar) — село в Польщі, у гміні Ясень Жарського повіту Любуського воєводства.
Населення — 147 осіб (2011).
У 1975-1998 роках село належало до Зеленогурського воєводства.

## Демографія
Демографічна структура станом на 31 березня 2011 року:
|          | Загалом | Допрацездатний вік | Працездатний вік | Постпрацездатний вік |
| -------- | ------- | ------------------ | ---------------- | -------------------- |
| Чоловіки | 65      | 10                 | 48               | 7                    |
| Жінки    | 82      | 19                 | 51               | 12                   |
| Разом    | 147     | 29                 | 99               | 19                   |